# Moctezuma I
Moctezuma I (egentligen Moteuczoma Ilhuicamina eller Motecuhzoma Ilhuicamina) var aztekernas härskare från 1440 till 1468.
Moctezuma hade tillsammans med sin halvbror Tlacaelel särskilt stor betydelse för aztekernas ökande expansion. Det var de som bildade alliansen mellan städerna Tenochtitlán, Texcoco och Tlacopan, vilket gjorde att aztekerna kontrollerade hela Mexikodalen.
Han efterträddes av sin dotterson, möjligen under hans dotters regentskap.